# سانتاری
سانتارِی (به پرتغالی: Santarém، تلفظ: sɐ̃tɐˈɾɐ̃ĩ) یکی از شهرهای کشور پرتغال است. این شهر تاریخی در کنار رود تاگوس واقع شده‌است.
این شهر مرکز بخش سانتاری است و جمعیت این شهر ۲۸۷۶۰ نفر می‌باشد.